# Cercyon laminatus
Cercyon laminatus är en skalbaggsart som beskrevs av Sharp 1873. Cercyon laminatus ingår i släktet Cercyon och familjen palpbaggar. Arten är reproducerande i Sverige. Inga underarter finns listade i Catalogue of Life.